# Schwarzenbach (Weißach)
Der Schwarzenbach ist ein rund fünf Kilometer langer, ungefähr nach Südosten laufender Gebirgsbach der Tegernseer Berge im Gemeindegebiet von Kreuth im oberbayerischen Landkreis Miesbach, der von links in die Weißach mündet.

## Verlauf
Der Schwarzenbach entspringt unterhalb einiger Schutthalden vom Ostausläufer Mühlriedeck der Hochplatte herab am Westhang eines mit dem nach Norden abfließenden Söllbach gemeinsamen Hochtals auf ca. 1117 m ü. NHN. Während seines anfänglichen Laufs durch das Hochmoor Schwarzentenn in diesem Hochtal münden von rechts her die zuletzt vereinten Bergbäche Hinterer und Vorderer Humpelgraben, die ebenfalls mehr oder weniger nahe der Hochplatte entspringen. Im weiteren Verlauf erfährt der Schwarzenbach außer von kleineren Bächen nacheinander Zufluss durch den Tiefengraben von Nordosten kurz vor der Holzstube, danach ebenfalls von Nordosten durch ein am Filzenkogel nördlich des Leonhardsteins entspringendes Gewässer sowie ein weiteres von Westen her, das nahe der Sonnbergalm unter dem Roß- und Buchstein entsteht und auf dem Mittellauf zeitweise unter seiner Steinschüttung läuft.
Über fast den gesamten Verlauf begleitet eine Forststraße die linke Bachseite, während auf der rechten über weite Strecken ein Fußweg angelegt wurde. Beide Wege sind Teil des Bodenerlebnispfads Schwarzenbachtal. Kurz vor der Mündung steht am Unterhang eine Winterstube der Bayerischen Staatsforsten mit einem Parkplatz. Der Bach kreuzt zuletzt die Bundesstraße 307, bevor er auf ca. 826 m ü. NHN beim Wohnplatz Klamm von links in die Weißach mündet.

## Verbauung
Der Schwarzenbach ist über einen Großteil seiner Strecke verbaut, besonders am unteren Bachlauf. Kurz vor der B 307 wurden eine Geschieberückhaltesperre aus Stahlbeton mit einer Höhe von 5,50 Metern und ein Ablagerungs- und Tosbecken mit einem Volumen von ca. 7.000 m³ installiert. Zudem wurde ein Wildholzrechen angebracht, um angeschwemmtes Holz und Geschiebe zurückzuhalten und eine Verklausung talabwärts zu verhindern.